# Tom Sachs
Tom Sachs (nacido el 26 de julio de 1966) es un artista contemporáneo estadounidense que vive y trabaja en la ciudad de Nueva York .

## Juventud y carrera temprana
Sachs nació en la ciudad de Nueva York el 26 de julio de 1966 y se crio como judío reformista. Creció en Westport, Connecticut, y asistió a la escuela secundaria de Greens Farms Academy y al Bennington College de Vermont. Después, estudió arquitectura en la Escuela de Arquitectura de la Architectural Association de Londres antes de decidir regresar a los Estados Unidos. Luego pasó dos años trabajando en la tienda de muebles de Frank Gehry en Los Ángeles, donde comenzó a utilizar el término knolling.[cita requerida]
Hacia 1990, Sachs se mudó de Los Ángeles a Nueva York. Allí fundó un estudio en el desaparecido distrito de maquinaria del centro de la ciudad, llamado Allied Cultural Prosthetics, que tomó su nombre del inquilino anterior, Allied Machine Exchange, aceptando implícitamente que la cultura contemporánea no era otra cosa que un añadido de la verdadera cultura.
Durante algunos años, Sachs realizó trabajos ocasionales, incluyendo la iluminación de exposiciones para Barneys New York. En 1994, lo invitaron a crear una escena para sus exposiciones navideñas y la tituló Navidad de Hello Kitty, en la que la Virgen María era reemplazada por Hello Kitty con un sujetador abierto de Chanel, los Reyes Magos eran Bart Simpson y el establo estaba marcado por un logotipo de McDonald's . Esta revisión contemporánea del belén suscitó numerosas y controvertidas opiniones, mostrando el interés de Sachs por los fenómenos del consumismo, las marcas y la fetichización cultural de los productos.

## Carrera
A mediados y finales de la década de 1990, la carrera de Sachs comenzó a despegar. Su primera gran exposición individual, "Prótesis culturales " (Cultural Prosthetics), se inauguró en la Morris-Healy Gallery de Nueva York en 1995. Muchas obras de la exposición combinaron moda y violencia, como HG (Hermès Hand Grenade) (1995) y Tiffany Glock (Modelo 19) (1995)  (enlace roto disponible en Internet Archive; véase el historial, la primera versión y la última)., ambos envueltos en cajas de Hermès o Tiffany. Aunque estas esculturas no eran funcionales, otra pieza, Hecho en Suiza (1995), era una pistola casera que sí funcionaba. Sachs y sus asistentes fabricarían armas similares y las venderían en la ciudad, como parte del programa de recompra de armas de Nueva York, por hasta 300 dólares cada una.
Su siguiente gran exposición, "La creatividad es el enemigo", se inauguró en 1998 en la Galería Thomas Healy de Nueva York y en la Galerie Thaddaeus Ropac de París. Se basó en el discurso establecido en "Cultural Prosthetics" con esculturas como Chanel Guillotine (1998), una guillotina con la famosa marca de lujo por doquier y Prada Deathcamp (1998), la maqueta de un campo de exterminio realizada sobre una caja abierta de la firma. Otras piezas, como Hermés Value Meal (1998), se alejaron de las referencias explícitas a la violencia y combinaron la moda con otras marcas de éxito, como McDonald's . También se incluyeron en el programa versiones hechas con cinta adhesiva de las famosas composiciones de Piet Mondrian. Al igual que las esculturas de Hermes, las pinturas de Mondrian eran cosas que Sachs deseaba pero que no podía tener, por lo que se las construyó. Como él mismo dijo, "hacerlo es una forma de tenerlo".
Al año siguiente se abrieron exposiciones similares en la Galerie Thaddaeus Ropac de Salzburgo, Austria, y en la Mary Boone Gallery de Nueva York, donde Boone fue arrestada después de que Sachs permitiera a los visitantes sacar munición real de un jarrón de Alvar Aalto. Casi al mismo tiempo, SONY Outsider (1998) de Sachs se estrenó en SITE Santa Fe en Nuevo México. La escultura era aparentemente un modelo a escala real de la bomba atómica que fue lanzada sobre Nagasaki, y supuso un salto del arte hecho a mano a una costosa fabricación subcontratada. Al final, no fue bien recibido por la crítica, ni siquiera por el propio artista, que más tarde publicaría un folleto titulado "El fracaso de SONY Outsider". Para muchos, incluida Roberta Smith, la conocida crítica de arte del New York Times, la pieza "no tenía ningún rastro de la mano del Sr. Sachs" y "podría haber sido obra de varios otros artistas. Como dice Sachs sobre la pieza: "En ese momento no comprendía completamente el valor de mis cosas hechas a mano... Debería dejar que Sony o Motorola hagan esas cosas perfectas."
Tras lo aprendido en esta experiencia, Sachs abrazó plenamente la práctica del " bricolage ". Para Sachs, un bricoleur es alguien "que construye artilugios funcionales a partir de materiales ya dados o recolectados, que reestructura y resignifica en nuevos objetos con usos novedosos, pero más importante aún, que los regenera en una sintaxis nueva y oscilante: un juego de ganancia y pérdida y, más que nada, un juego en sí mismo." Tras el fracaso de Sony Outsider, Sachs empezó a centrarse en dejar huellas visibles de su trabajo, diciendo esto unos años después:
Tenemos nuestro sistema para hacer las cosas a partir de ciertos materiales... y de mostrar las cicatrices de nuestro trabajo y la historia de nuestros esfuerzos... Existe "tu manera de hacer las cosas", "mi manera de hacer las cosas" y "la manera correcta de hacer las cosas" y debo insistir en que todo se haga a mi manera, aunque lleve más tiempo.
Sachs organizó una exposición en Sperone Westwater en 2000 titulada "American Bricolage" que presentaba el trabajo de 12 artistas, entre ellos Alexander Calder, Greg Colson y Tom Friedman.
Después de varias exposiciones individuales en Nueva York y en el extranjero, se inauguró "Nutsy's", en la Fundación Bohen (Nueva York), en 2002 y en el Deutsche Guggenheim (Berlín) en 2003. La instalación a gran escala cubría todo un piso e invitaba a los espectadores a interactuar conduciendo vehículos a control remoto sobre pistas de asfalto a lo largo de toda ella. Varias de las obras más famosas de Sachs debutaron en esta exposición, incluidas Unité, Nutsy's McDonald's y Barcelona Pavilion. Unité, en particular, es una de las obras maestras de Sachs: una recreación a escala 1:25 de Unité d'Habitation de Le Corbusier hecha completamente de espuma. Los hermanos Neistat, que comenzaron su carrera trabajando para Sachs, desempeñaron un papel decisivo en el funcionamiento de "Nutsy's".
En 2006, el artista realizó dos importantes exposiciones en Europa; la primera en el Astrup Fearnley Museet for Moderne Kunst y la siguiente en la Fondazione Prada de Milán. Su obra se puede encontrar en las colecciones de museos más importantes de todo el mundo, incluido el Museo Metropolitano de Arte de Nueva York, el Museo Solomon R. Guggenheim de Nueva York, el Museo Whitney de Arte Americano y el Centro Georges Pompidou de París.
Como escribe Germano Celant en su monografía sobre el artista publicada por la Fondazione Prada de Milán, "Las imágenes y objetos que componen el espacio militarizado de consumo y moda están en el corazón mismo de la pasión visual de Tom Sachs".
El Centro de Arte de Des Moines y el Museo de Arte Rose albergaron una exposición individual titulada Logjam con el artista en 2007.
En 2012, Sachs se asoció con Nike para lanzar la zapatilla Mars Yard. Diez años después, Sachs y Nike lanzaron una nueva zapatilla llamada General Purpose Shoe. Nike colaboró con el artista en 2017 en el diseño de su modelo NikeCraft Mars Yard 2.0, pero alteró, sin conocimiento del artista, la caja, borrando la inscripción "trabajar como un esclavo", antes de que se lanzara el proyecto, según revelaron algunas fuentes a Complex.

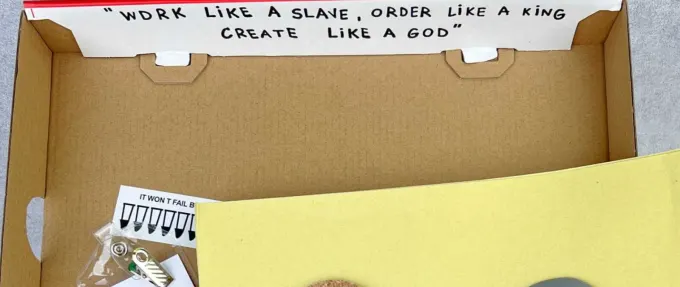
Una caja para una réplica de las Tom Sachs x Nike Mars Yard 2.0 que muestra la cita completa de Brancusi.

El Centro de Escultura Nasher celebró una exposición individual titulada Tom Sachs: Tea Ceremony en 2017, que se centró en la reelaboración distintiva de Sachs del chanoyu, o ceremonia tradicional japonesa del té. La exposición fue organizada originalmente por el Museo Noguchi de Nueva York.
Sachs ha impreso varias barajas de naipes personalizados con fotografías de sus obras.
En 2023, Sachs fue criticado por sus antiguos empleados por crear un ambiente de trabajo de culto y que inducía al miedo. Los trabajadores anteriores le contaron a Hyperallergic lo difícil que era salir de allí. "Es como una verdadera secta en el sentido de que hacen que sea muy difícil irse", decían, citando términos como "manipulación y amenazas". Un ex director de estudio le dijo a Curbed: “Es casi como si se esforzara por sembrar malestar y lo conseguía como si fuera un genio. Era una artimaña. Mucha gente sabía que era cruel, pero el mundo del arte es pequeño y a nadie le importa una mierda”. Las revelaciones hicieron que Nike emitiera un comunicado en el que afirmaba que la empresa estaba "profundamente preocupada por esas graves acusaciones". "Estamos en contacto con Tom y su estudio, tratando de comprender mejor la situación y cómo se están abordando estos problemas", dijo la compañía.
Sachs está representado por Sperone Westwater, Nueva York y Thaddaeus Ropac, París y Salzburgo.

### Programa espacial
Sachs había construido numerosas esculturas relacionadas con el espacio a lo largo de su carrera (como Crawler, 2003 y Lunar Module (1:18), 1999). Su obsesión por el espacio y, específicamente, por el programa Apolo de las décadas de 1960 y 1970, culminó con su Programa Espacial en 2007. Sachs construyó un modelo 1:1 del módulo lunar de Apolo, un control de misión con 29 monitores de vídeo de circuito cerrado y equipó a dos astronautas con trajes espaciales Tyvek hechos a mano. En octubre de 2007, en la Galería Gagosian de Los Ángeles, Sachs lanzó su nave espacial, aterrizó en la "Luna" y exploró su superficie.
Si bien el programa Apolo fue detonante, buena parte del programa espacial de Sachs es históricamente inexacto, a menudo tomado de forma humorística. El Módulo de Excursión Lunar (LEM, por sus siglas en inglés) se construyó a escala real, pero tuvo muchas modificaciones que probablemente no estuvieron en ninguna misión Apolo, incluida una barra de vodka completamente surtida y una biblioteca (con títulos como Woman's Almanac ). Después del primer paso sobre la luna, los astronautas utilizaron las escopetas hechas a mano de Sachs para "patrullar la superficie", antes de plantar una bandera y tomar muestras de rocas, perforando el suelo de la galería. Gran parte de las imágenes de televisión de Apolo se reprodujeron utilizando esculturas de efectos especiales que Sachs preparó él mismo, incluidas algunas que reproducían el despegue del Saturno V, el alunizaje y el reingreso de la cápsula de Apolo a la atmósfera de la Tierra.
Sachs continuó trabajando en el desarrollo del Programa Espacial y señaló después de la exposición de 2008 que "El Programa Espacial continúa con toda su fuerza... Ésta es la naturaleza de la técnica de construcción improvisada." . Después de recolectar doce libras (poco más de 5 kg) de "rocas lunares" falsas, nombró cada pieza importante y las guardó en cajas de exhibición cuidadosamente construidas, como en Florida. Además, Sachs permite a sus seguidores descargar un "Informe de Roca Lunar" actualizado que incluye información detallada sobre cada muestra recolectada.
En mayo de 2012, Sachs inauguró la exposición Programa espacial 2.0: MARS en Park Avenue Armory en Nueva York. Allí se incluyó gran parte del equipo del Programa Espacial de 2007, así como nuevas esculturas de bricolaje para los desafíos de la colonización de Marte: terraformación con plantas amapola (y una ceremonia del té de opio que la acompaña), un vehículo explorador de Marte y un estéreo portátil con energía solar.
A partir de 2021-2022, la edición actual del Programa Espacial se exhibe en el Deichtorhallen de Hamburgo, Alemania. )

### Colección de Bronce
En 2008 y 2009, la Colección de Bronce (Bronze Collection) del artista se exhibió en Lever House, Baldwin Gallery (en Aspen, CO) y el Trocadero en París. La colección presentaba grandes moldes de bronce blanco de esculturas de espuma de Hello Kitty y Miffy, un estilo particular distintivo del artista. Además, también se mostraron modelos sin pintar de torres de baterías, una instalación de skate y lámparas de Le Corbusier . En abril de 2010, la escultura Wind-Up Hello Kitty todavía sigue en Lever House .

## Knolling

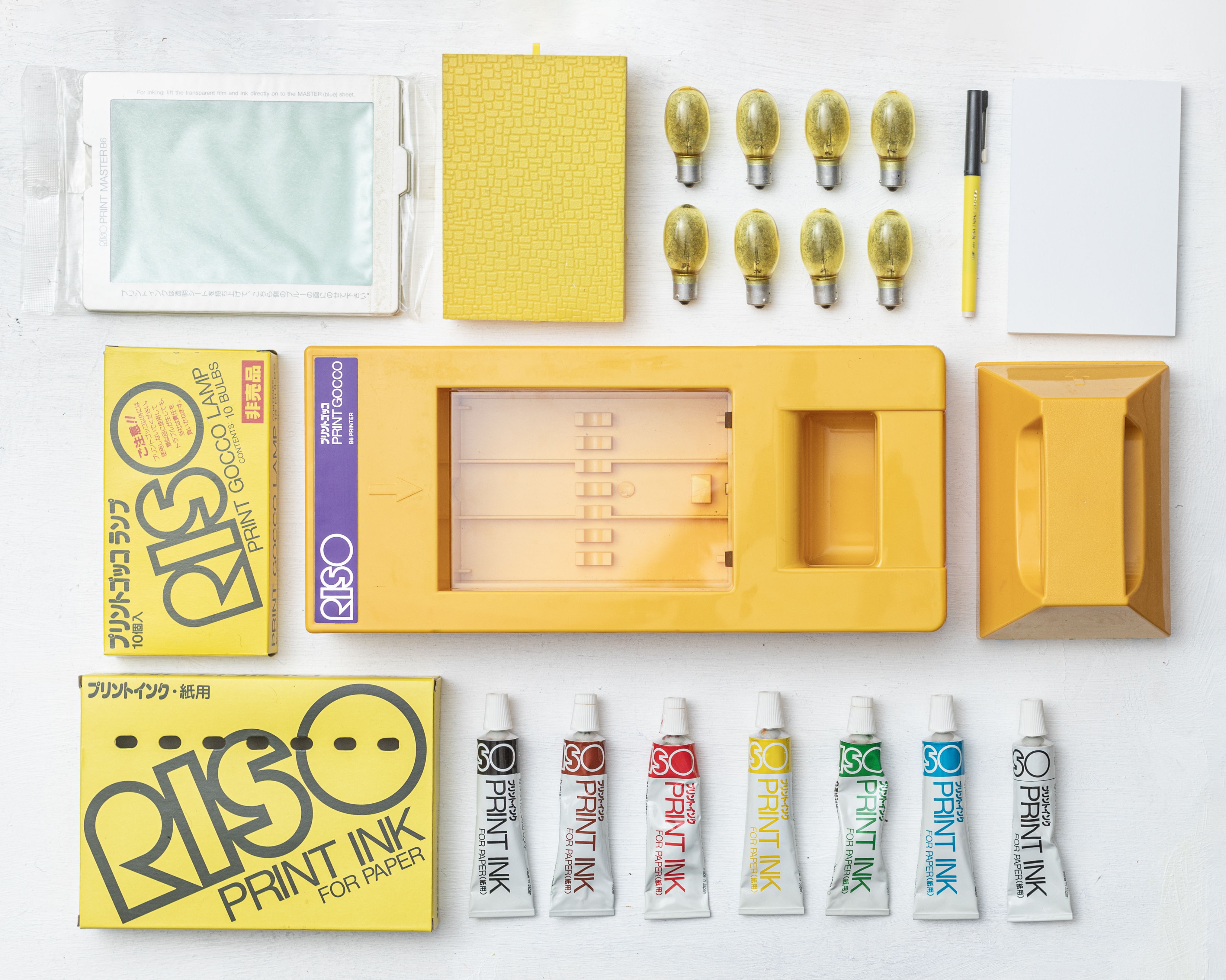
Los elementos de este sistema Print Gocco se han dispuesto en forma knolleada.

El término knolling fue utilizado por primera vez en 1987 por Andrew Kromelow, conserje del taller de fabricación de muebles de Frank Gehry . En ese momento, Gehry estaba diseñando sillas para Knoll, una empresa conocida por los muebles angulares de Florence Knoll. Kromelow disponía las herramientas utilizadas en ángulo recto sobre todas las superficies, y llamaba a esta rutina knolling, ya que las herramientas estaban dispuestas en ángulos rectos, similar a los muebles de Knoll. El resultado fue una superficie organizada que permitía al usuario ver todos los objetos a la vez.
Sachs pasó dos años en el taller de Gehry como fabricante y adoptó el uso del término de Kromelow. Knolling ahora es parte integral de su trabajo. Sachs adoptó la frase "Always be Knolling" (abreviada como ABK) como mantra para su estudio (en referencia directa al famoso "Always be Closing" de Blake en Glengarry Glen Ross ), que amplía en su manual de estudio de 2009, 10 Balas:
BULLET VIII: ALWAYS BE KNOLLING (ABK)
(BALA VIII: SIEMPRE KNOLLEANDO (SK))
1. Escanee su entorno en busca de materiales, herramientas, libros, música, etc. que no estén en uso.
2. Guarde todo lo que no esté en uso. Si no está seguro, omítalo.
3. Agrupe todos los objetos "me gusta".
4. Alinee o escuadre todos los objetos con la superficie sobre la que descansan o con el estudio mismo.

El knolling está presente en la obra de Sachs en piezas como Hardcore, un gabinete lleno de objetos cuidadosamente dispuestos en ángulo recto. También ha tenido una obsesión desde hace mucho tiempo con los muebles Knoll, más evidente en piezas como Knoll Loveseat y End Table (actualmente en el Museo de Arte Moderno de San Francisco) y el Pabellón de Barcelona, ambas réplicas a escala real de los muebles Knoll del mismo nombre. . Knolling también está presente en la obra de Casey Neistat, ex empleado de Sachs.